# 冠婚葬祭屋
『冠婚葬祭屋』（かんこんそうさいや）は、1972年1月8日から同年4月1日まで、NETテレビ（現・テレビ朝日）系列にて放映されたテレビドラマ。

## ストーリー
サラリーマンを辞めた神村太郎は、父・万太郎が古代から現代まであらゆる祭式を扱う民俗学の権威で大学講師であることからこれをヒントに、平安時代式やケニア式など、奇抜な冠婚葬祭をプロデュースするという仕事を始めた。このことに父・万太郎は憤り、顔をしかめるばかり。そんな親子と周りの人物とが織り成すコメディードラマ。

## 放映データ
- 放映期間：1972年1月8日〜1972年4月1日
- 放映曜日・放映時間帯：毎週土曜日20時〜20時55分
- 放映話数：全13話
- 放映形式：カラー16mmフィルム

### スタッフ
- プロデューサー：服部尚雄（NET）、佐伯明（東映）、吉川進（東映）
- 脚本：津田幸夫、瀬川昌治、永井素夫、安倍徹郎、林強生(小林義明)、向田邦子、西条道彦、田坂哲、押川國秋
- 監督：瀬川昌治、若林幹、畠山豊彦、松島稔、高桑信、木下亮、鷹森立一、野田幸男
- 助監督：広田茂穂 他
- 進行主任：藤田政男
- 音楽：小林亜星
- タイトルイラスト：山藤章二
- 企画協力：東芸企画
- 制作：NET、東映

### 主題歌
『かんこんロック』 唄：大信田礼子（作詞：阿久悠　作曲：小林亜星　CBSソニー）

## キャスト
- 進藤英太郎（神村万太郎）
- 長沢純（神村太郎）
- 賀原夏子（康子 = 万太郎の妻の妹）
- 大信田礼子（亜紀 = 康子の姪）
- 小野千春（節子）
- 武藤英司（源治）
- 佐藤蛾次郎（達夫）
- 中原早苗（笹森マン）

## 放映リスト
| 回数 | 放送日       | サブタイトル              | 脚本              | 監督     | ゲスト                                                              |
| ---- | ------------ | ------------------------- | ----------------- | -------- | ------------------------------------------------------------------- |
| 1    | 1972年1月8日 | アイデア商売…ですヨ       | 瀬川昌治 永井素夫 | 瀬川昌治 | 正司敏江・玲児、左とん平、賀川雪絵、 村上不二夫、平野レミ、津川透子 |
| 2    | 1月15日      | ケニヤ式結婚式…ですヨ     | 瀬川昌治 永井素夫 | 瀬川昌治 | 河原崎建三、ジャイアント吉田、 小川ひろみ、呉恵美子                 |
| 3    | 1月22日      | 狐つきだア!…ですヨ        | 安倍徹郎          | 若林幹   | 佐山俊二、増田順司                                                  |
| 4    | 1月29日      | やくざはキビシイ!!…ですヨ | 林強生            | 畠山豊彦 | 工藤明子、潮健児、岸田森                                            |
| 5    | 2月5日       | 死んでたまるか…ですヨ     | 向田邦子          | 瀬川昌治 | 花菱アチャコ、芦屋雁之助、三遊亭圓楽                                |
| 6    | 2月12日      | 妃殿下募集中…ですヨ       | 安倍徹郎          | 松島稔   | 藤村有弘、野村明司                                                  |
| 7    | 2月19日      | 夫貸します…ですヨ         | 西条道彦          | 高桑信   | 笠置シヅ子、上田みゆき、津田亜矢子、松下麻三子                      |
| 8    | 2月26日      | 花嫁は馬に乗って…ですヨ   | 田坂哲            | 木下亮   | 米倉斉加年、鷲尾真知子、高木均、中村上治                            |
| 9    | 3月4日       | 2×2は4…ですヨ             | 向田邦子          | 松島稔   | 清川虹子、小松政夫、石立和男、泉洋子、加藤嘉                        |
| 10   | 3月11日      | 祭だワッショイ…ですヨ     | 押川國秋          | 鷹森立一 | 鈴木やすし、集三枝子、坊屋三郎、大泉滉                              |
| 11   | 3月18日      | 妻をめとらば…ですヨ       | 林強生            | 野田幸男 | 桑原幸子、高橋長英、安芸秀子、逗子とんぼ                            |
| 12   | 3月25日      | 棺桶をどうぞ…ですヨ       | 安倍徹郎          | 松島稔   | 光川環世、田武謙三                                                  |
| 13   | 4月1日       | 商売繁昌…ですヨ           |                   | 瀬川昌治 | 牧紀子、鮎川浩、麻乃茉莉子                                          |